# Anabasis Alexandri
Anabasis Alexandri, Oudgrieks: Ἀλεξάνδρου ἀνάβασις, Alexándrou anábasis, de Veldtochten van Alexander, van Arrianus (89-145/146), is de belangrijkste antieke bron over het leven van Alexander de Grote (356-323 v.Chr.). Het boek bestaat uit zeven delen. 
Het Oudgriekse anabasis verwijst naar een expeditie van de kust naar het binnenland van een land. Een meer letterlijke vertaling zou dan ook zijn 'De expeditie van Alexander'. De Anabasis Alexandri is een van de weinige nog overgebleven complete beschrijvingen van de veldtochten van Alexander de Grote. Alexander de Grote kwam uit Macedonië en is vooral door zijn veldtochten naar het oude Egypte en door het Perzische Rijk bekend geworden. Arrianus gebruikte bronnen die nu verloren zijn gegaan, zoals het werk van de tijdgenoot Callisthenes, de neef van Alexanders mentor Aristoteles, Onesikritos, Nearchos en Aristoboulos, evenals het wat latere werk van Kleitarchos. Maar het belangrijkste van alles was dat Arrianus over de biografie van Alexander beschikte, die door Ptolemaeus I Soter (367-283 v.Chr.) was geschreven, een van Alexanders voornaamste generaals en mogelijk zijn halfbroer.
Het is voornamelijk een militaire geschiedenis, maar geeft weinig inzicht in Alexanders persoonlijke leven, zijn rol in de Griekse politiek of de redenen waarom hij de campagne tegen het Perzische Rijk eigenlijk begon.

## Nederlandse vertaling
- Lucius Flavius Arrianus, Alexander de Grote. Het verhaal van zijn verovering van het Perzische Rijk, vertaald en toegelicht door Simone Mooij-Valk, 1999, ISBN 9789063037987

## Websites
- (en)  vertaler EJ Chinnock. The Anabasis of Alexander, 1884. Project Gutenberg's The Anabasis of Alexander, by Arrian of Nicomedia
- (en)  Links to translation of Arrianus, Anabasis

- Biblioteca Nacional de España: XX1869043
- Bibliothèque nationale de France: cb12548647c (data)
- Gemeinsame Normdatei: 4240896-9
- Library of Congress Control Number: nr97035115
- Nationale bibliotheek van Australië: 36538511
- Nationale Bibliotheek van Israël: 987007520579405171
- Système universitaire de documentation: 027375676
- Virtual International Authority File: 178953747